# Thisted FC
A Thisted FC, teljes nevén Thisted Fodbold Club egy dán labdarúgócsapat. A klubot 1989-ben alapították, székhelye Thistedben van.

## Külső hivatkozások
- (dánul) Hivatalos weboldal